# Grunnet

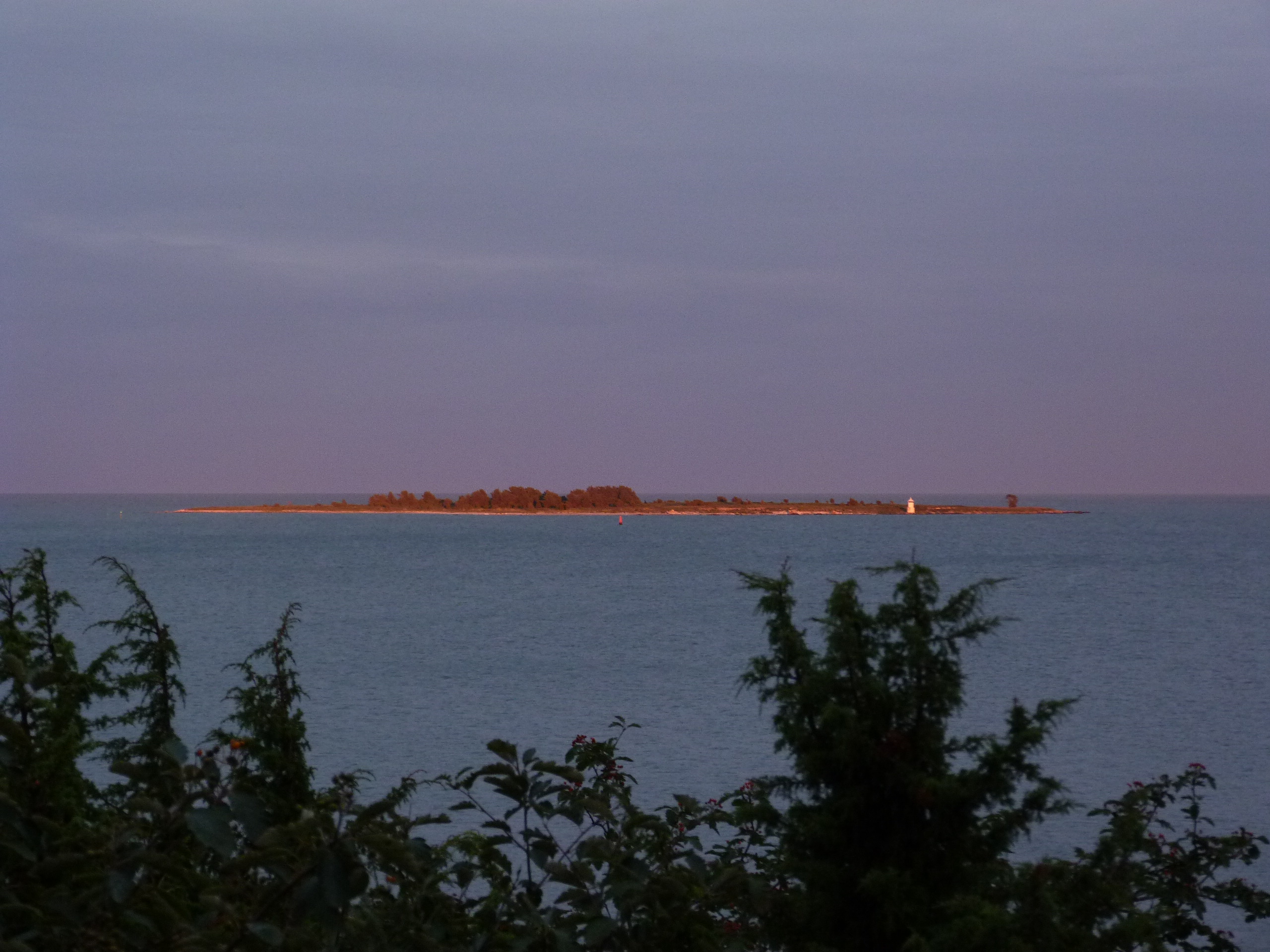
Grunnet sedd från Slite.

Grunnet är en obebodd ö på cirka 5,2 hektar sydost om Slite, på nordöstra Gotland alldeles öster om Enholmen. Ön var ett militärt skyddsområde fram till slutet av 1990-talet men nu råder inte längre något landstigningsförbjud. Grunnet tillsammans med Asunden och Majgu bildar ett marint naturreservat vid namn Slite skärgård.